# The Spanish Main
The Spanish Main (Brasil: Pirata dos Sete Mares / Portugal: O Terror dos Sete Mares) é um filme estadunidense de 1945, do gênero aventura, dirigido por Frank Borzage e estrelado por Paul Henreid e Maureen O'Hara.

## A produção
Becky Sharp (1935) foi o primeiro filme da RKO Radio Pictures em Technicolor. Somente dez anos depois, o estúdio lançaria sua segunda película utilizando o processo. Além do uso da cor, Robert Fellows, que o produziu, fez de The Spanish Main um filme classe A, com cenários, figurinos e fundos cênicos luxuosos. Atenção aos detalhes, cenas de puro romance e excitantes sequências de ação completaram o cardápio exigido em toda aventura desse tipo.
Na época, o tema de aventuras com piratas já estava bastante surrado. No entanto, Paul Henreid, em papel contrário às suas características, Maureen O'Hara e o vilão Walter Slezak encarnaram seus personagens com tamanha energia que deram vida nova ao gênero.
O resultado foi um gigantesco sucesso de bilheteria: o filme recolheu aos cofres da RKO lucros da ordem de $1,485,000, em valores da época.
A qualidade da fotografia foi reconhecida com sua indicação ao Oscar.

## Sinopse
Laurent Van Horn,  capitão holandês, vê seu navio afundar nas costas de Cartagena, cidade caribenha fundada pelos espanhóis e governada pelo corrupto Don Juan Alvarado. Sentenciado à[morte, Laurent foge e cinco anos depois é um temido pirata. Ele consegue pôr as mãos na Condessa Francesca, a bela noiva do governador, e força-a a casar-se com ele. Era só por vingança, mas os dois acabam apaixonados. Don Alvarado, por sua vez, faz uma aliança com outros piratas, inimigos de Laurent, para reaver a moça.

## Premiações
| Prêmio | Categoria                    | Situação |
| ------ | ---------------------------- | -------- |
| Oscar  | Melhor Fotografia (Em Cores) | Indicado |

## Elenco
| Ator/Atriz     | Personagem             |
| -------------- | ---------------------- |
| Paul Henreid   | Laurent Van Horn       |
| Maureen O'Hara | Condessa Francesca     |
| Walter Slezak  | Don Juan Alvarado      |
| Binnie Barnes  | Anne Bonney            |
| John Emery     | Mario Du Billar        |
| Barton MacLane | Capitão Benjamin Black |
| J. M. Kerrigan | Pillery Gow            |
| Fritz Leiber   | Bispo                  |
| Nancy Gates    | Lupita                 |
| Jack LaRue     | Tenente Escobar        |
| Mike Mazurki   | Erik Swaine            |
| Ian Keith      | Capitão Lussan         |
| Antonio Moreno | Comandante             |